# Nappersdorf-Kammersdorf
Nappersdorf-Kammersdorf är kommun  i Österrike. Den ligger i distriktet Hollabrunn i förbundslandet Niederösterreich. Centralorten Kammersdorf ligger 50 km norr om huvudstaden Wien. 
Kommunen består av sex orter (Ortschaften) (inom parentes invånarantal 1 januari 2024):
- Dürnleis (176)
- Haslach (131)
- Kammersdorf (301)
- Kleinsierndorf (36)
- Kleinweikersdorf (188)
- Nappersdorf (366)